# Hedeoma tenuiflora
Hedeoma tenuiflora là một loài thực vật có hoa trong họ Hoa môi. Loài này được Brandegee mô tả khoa học đầu tiên năm 1908.